# Tursko Wielkie (gmina)
Tursko Wielkie – dawna gmina wiejska istniejąca do 1954 roku w woj. kieleckim. Nazwa gminy pochodzi od wsi Tursko Wielkie, lecz siedzibą władz gminy były Strużki.
W okresie międzywojennym gmina Tursko Wielkie należała do powiatu sandomierskiego w woj. kieleckim. Po wojnie gmina zachowała przynależność administracyjną. Według stanu z dnia 1 lipca 1952 roku gmina składała się z 13 gromad: Luszyca, Matiaszów, Niekrasów Ukazowy, Niekurza, Okrągła, Ossala, Rudniki, Strużki, Sworoń, Trzcianka Górna, Tursko Małe, Tursko Wielkie i Zawada.
Jednostka została zniesiona 29 września 1954 roku wraz z reformą wprowadzającą gromady w miejsce gmin. Po reaktywowaniu gmin z dniem 1 stycznia 1973 roku gminy Tursko Wielkie nie przywrócono a jej dawny obszar wszedł głównie w skład gmin Osiek i Połaniec w powiecie staszowskim.
Z początkiem transformacji ustrojowej w 1989 roku w Tursku wzięły górę antagonizmy wrogie wobec sąsiedniej wioski Szwagrów w walce o szkołę podstawową (osiągając szczyt w 1994 roku). Co skrupulatnie wykorzystała ówczesna władza celem osłabiania dążeń oderwawczych, celem reaktywacji gminy Tursko (gminy z dużymi tradycjami – utworzonej ze względu na bitwę z Tatarami w 1241 roku). Sposób finansowania nowej gminy byłby niewygodny dla gmin ościennych, tj.: Połańca i Osieka; bowiem na byłym areale gminy Tursko znajdują się główne zakłady przemysłowe (tj. ówczesna Elektrownia Połaniec i nowo tworzona Kopalnia Siarki OSIEK). Mieszkańcy zajęci walką o szkołę zapomnieli o tym, że na ich terenie istniała gmina (na dodatek w Tursku Małym – z którego zachował się dokument lokacji na prawie niemieckim, co jest jednoznaczne z nadaniem praw miejskich – umacniało to możliwość reaktywacji gminy nie wiejskiej, lecz miejsko-wiejskiej; ten fakt uniemożliwiałby Osiekowi odzyskanie praw miejskich (bowiem kopalnia siarki znajduje się poza terenem ówczesnej gminy Osiek sprzed 1954 roku), jednocześnie osłabiając mocno ekonomicznie Połaniec, który traci dochody z największego zakładu pracy). Te fakty były niewygodne – dla ówczesnych mocarzy, gdyż reaktywowana gmina osłabiłaby znacznie dochody budżetowe obu gmin. Poza tym wioski Tursko Wielkie i Tursko Małe musiałyby dojść do porozumienia, czy chcą gminy wiejskiej (takiej do 1954 roku); czy nowej z prawami miejskimi pod patronatem Turska Małego, z którego taki akt się zachował, w formie gminy miejsko-wiejskiej. Pozostawanie poza obrębem jednej gminy, czy to wioski Tursko Wielkie (gm. Osiek), czy Tursko Małe (gm. Połaniec) utrudnia bowiem tym mieszkańcom utworzenie jednej gminy, nie mówiąc o określeniu nowej siedziby gminy.

## Demografia
Struktura demograficzna gminy Tursko Wielkie po reaktywacji państwa polskiego (tj. po I wojnie światowej) – odbiegała znacząco od ujednolicenia narodowościowego do jej różnorodność wyznaniowej włącznie. Obecnie większość tych miejscowości (z ich ludnością) stanowi integralną część gminy Osiek, z kolei niewielka jej część przynależy do gminy Połaniec. Poniżej struktura demograficzna na podstawie pierwszego spisu powszechnego ludności z 30 września 1921 roku.

| Lp. | M i a s t a, G m i n y, Miejscowości | Charakter miejscowości | Budynki                          | Budynki              | Ludność obecna w dniu 30 września 1921 r. (bez objętej spisem wojskowym) | Ludność obecna w dniu 30 września 1921 r. (bez objętej spisem wojskowym) | Ludność obecna w dniu 30 września 1921 r. (bez objętej spisem wojskowym) | Ludność obecna w dniu 30 września 1921 r. (bez objętej spisem wojskowym) | Ludność obecna w dniu 30 września 1921 r. (bez objętej spisem wojskowym) | Ludność obecna w dniu 30 września 1921 r. (bez objętej spisem wojskowym) | Ludność obecna w dniu 30 września 1921 r. (bez objętej spisem wojskowym) | Ludność obecna w dniu 30 września 1921 r. (bez objętej spisem wojskowym) | Ludność obecna w dniu 30 września 1921 r. (bez objętej spisem wojskowym) | Ludność obecna w dniu 30 września 1921 r. (bez objętej spisem wojskowym) | Ludność obecna w dniu 30 września 1921 r. (bez objętej spisem wojskowym) | Ludność obecna w dniu 30 września 1921 r. (bez objętej spisem wojskowym) | Ludność obecna w dniu 30 września 1921 r. (bez objętej spisem wojskowym) | Ludność obecna w dniu 30 września 1921 r. (bez objętej spisem wojskowym) |
| Lp. | M i a s t a, G m i n y, Miejscowości | Charakter miejscowości | z prze- znacze- nia miesz- kalne | inne za- miesz- kałe | Ogó- łem                                                                 | Męż- czyzn                                                               | Ko- biet                                                                 | W tej liczbie było wyznania                                              | W tej liczbie było wyznania                                              | W tej liczbie było wyznania                                              | W tej liczbie było wyznania                                              | W tej liczbie było wyznania                                              | W tej liczbie było wyznania                                              | Podało narodowość                                                        | Podało narodowość                                                        | Podało narodowość                                                        | Podało narodowość                                                        | Podało narodowość                                                        |
| Lp. | M i a s t a, G m i n y, Miejscowości | Charakter miejscowości | z prze- znacze- nia miesz- kalne | inne za- miesz- kałe | Ogó- łem                                                                 | Męż- czyzn                                                               | Ko- biet                                                                 | rzym- sko- -kato- licki- ego                                             | ewan- gelic- kiego                                                       | inne- go chrze- ścijań- skiego                                           | moj- żeszo- wego                                                         | in- ne- go                                                               | nie- wia- do- me- go                                                     | pol- ską                                                                 | nie- miec- ką                                                            | ży- dow- ską                                                             | in- ną                                                                   | nie- wia- do- mą                                                         |
| 1   | 2                                    | 3                      | 4                                | 5                    | 6                                                                        | 7                                                                        | 8                                                                        | 9                                                                        | 10                                                                       | 11                                                                       | 12                                                                       | 13                                                                       | 14                                                                       | 15                                                                       | 16                                                                       | 17                                                                       | 18                                                                       | 19                                                                       |
| --- | ------------------------------------ | ---------------------- | -------------------------------- | -------------------- | ------------------------------------------------------------------------ | ------------------------------------------------------------------------ | ------------------------------------------------------------------------ | ------------------------------------------------------------------------ | ------------------------------------------------------------------------ | ------------------------------------------------------------------------ | ------------------------------------------------------------------------ | ------------------------------------------------------------------------ | ------------------------------------------------------------------------ | ------------------------------------------------------------------------ | ------------------------------------------------------------------------ | ------------------------------------------------------------------------ | ------------------------------------------------------------------------ | ------------------------------------------------------------------------ |
| —   | Gm. Tursko Wielkie                   | —                      | 693                              | —                    | 4 665                                                                    | 2 207                                                                    | 2 458                                                                    | 4 536                                                                    | 48                                                                       | 4,                                                                       | 77                                                                       | —                                                                        | —                                                                        | 4 573                                                                    | 33                                                                       | 59                                                                       | —                                                                        | —                                                                        |
| 1.  | Antoszówka                           | kolonja                | 1                                | —                    | 4                                                                        | 2                                                                        | 2                                                                        | 4                                                                        | —                                                                        | —                                                                        | —                                                                        | —                                                                        | —                                                                        | 4                                                                        | —                                                                        | —                                                                        | —                                                                        | —                                                                        |
| 2.  | Barglów                              | osada młyńska          | 1                                | —                    | 5                                                                        | 3                                                                        | 2                                                                        | 5                                                                        | —                                                                        | —                                                                        | —                                                                        | —                                                                        | —                                                                        | 5                                                                        | —                                                                        | —                                                                        | —                                                                        | —                                                                        |
| 3.  | Cegielnia,                           | leśniczówka            | ...                              | ...                  | ...                                                                      | ...                                                                      | ...                                                                      | ...                                                                      | ...                                                                      | ...                                                                      | ...                                                                      | ...                                                                      | ...                                                                      | ...                                                                      | ...                                                                      | ...                                                                      | ...                                                                      | ...                                                                      |
| 4.  | Dąbrowa                              | kolonja                | 14                               | —                    | 83                                                                       | 40                                                                       | 43                                                                       | 83                                                                       | —                                                                        | —                                                                        | —                                                                        | —                                                                        | —                                                                        | 83                                                                       | —                                                                        | —                                                                        | —                                                                        | —                                                                        |
| 5.  | Goleń                                | osada młyńska          | 2                                | —                    | 13                                                                       | 8                                                                        | 5                                                                        | 13                                                                       | —                                                                        | —                                                                        | —                                                                        | —                                                                        | —                                                                        | 13                                                                       | —                                                                        | —                                                                        | —                                                                        | —                                                                        |
| 6.  | Kałki,                               | leśniczówka            | ...                              | ...                  | ...                                                                      | ...                                                                      | ...                                                                      | ...                                                                      | ...                                                                      | ...                                                                      | ...                                                                      | ...                                                                      | ...                                                                      | ...                                                                      | ...                                                                      | ...                                                                      | ...                                                                      | ...                                                                      |
| 7.  | Karczmisko                           | kolonja                | 1                                | —                    | 10                                                                       | 6                                                                        | 4                                                                        | 10                                                                       | —                                                                        | —                                                                        | —                                                                        | —                                                                        | —                                                                        | 10                                                                       | —                                                                        | —                                                                        | —                                                                        | —                                                                        |
| 8.  | Koziarówka                           | kolonja                | 1                                | —                    | 14                                                                       | 7                                                                        | 7                                                                        | 14                                                                       | —                                                                        | —                                                                        | —                                                                        | —                                                                        | —                                                                        | 14                                                                       | —                                                                        | —                                                                        | —                                                                        | —                                                                        |
| 9.  | Luszyca                              | wieś                   | 9                                | —                    | 54                                                                       | 30                                                                       | 24                                                                       | 6                                                                        | 48                                                                       | —                                                                        | —                                                                        | —                                                                        | —                                                                        | 21                                                                       | 33                                                                       | —                                                                        | —                                                                        | —                                                                        |
| 10. | Matjaszów                            | wieś                   | 57                               | —                    | 285                                                                      | 129                                                                      | 156                                                                      | 285                                                                      | —                                                                        | —                                                                        | —                                                                        | —                                                                        | —                                                                        | 285                                                                      | —                                                                        | —                                                                        | —                                                                        | —                                                                        |
| 11. | Nakol                                | wieś                   | 22                               | —                    | 163                                                                      | 75                                                                       | 88                                                                       | 163                                                                      | —                                                                        | —                                                                        | —                                                                        | —                                                                        | —                                                                        | 163                                                                      | —                                                                        | —                                                                        | —                                                                        | —                                                                        |
| 12. | Niekrasów                            | wieś                   | 40                               | —                    | 247                                                                      | 120                                                                      | 127                                                                      | 244                                                                      | —                                                                        | —                                                                        | 3                                                                        | —                                                                        | —                                                                        | 247                                                                      | —                                                                        | —                                                                        | —                                                                        | —                                                                        |
| 13. | Niekurza                             | wieś                   | 62                               | —                    | 365                                                                      | 178                                                                      | 187                                                                      | 362                                                                      | —                                                                        | —                                                                        | 3                                                                        | —                                                                        | —                                                                        | 365                                                                      | —                                                                        | —                                                                        | —                                                                        | —                                                                        |
| 14. | Okrągła                              | leśniczówka            | 1                                | —                    | 16                                                                       | 5                                                                        | 11                                                                       | 16                                                                       | —                                                                        | —                                                                        | —                                                                        | —                                                                        | —                                                                        | 16                                                                       | —                                                                        | —                                                                        | —                                                                        | —                                                                        |
| 15. | Okrągła                              | wieś                   | 34                               | —                    | 211                                                                      | 106                                                                      | 105                                                                      | 211                                                                      | —                                                                        | —                                                                        | —                                                                        | —                                                                        | —                                                                        | 211                                                                      | —                                                                        | —                                                                        | —                                                                        | —                                                                        |
| 16. | Ossala                               | kolonja                | 33                               | —                    | 253                                                                      | 127                                                                      | 126                                                                      | 226                                                                      | —                                                                        | —                                                                        | 27                                                                       | —                                                                        | —                                                                        | 226                                                                      | —                                                                        | 27                                                                       | —                                                                        | —                                                                        |
| 17. | Ossala                               | wieś                   | 66                               | —                    | 444                                                                      | 206                                                                      | 238                                                                      | 440                                                                      | —                                                                        | 4,                                                                       | —                                                                        | —                                                                        | —                                                                        | 444                                                                      | —                                                                        | —                                                                        | —                                                                        | —                                                                        |
| 18. | Pióry                                | wieś                   | 11                               | —                    | 74                                                                       | 35                                                                       | 39                                                                       | 74                                                                       | —                                                                        | —                                                                        | —                                                                        | —                                                                        | —                                                                        | 74                                                                       | —                                                                        | —                                                                        | —                                                                        | —                                                                        |
| 19. | Rudniki                              | wieś                   | 60                               | —                    | 360                                                                      | 168                                                                      | 192                                                                      | 358                                                                      | —                                                                        | —                                                                        | 2                                                                        | —                                                                        | —                                                                        | 360                                                                      | —                                                                        | —                                                                        | —                                                                        | —                                                                        |
| 20. | Strużki                              | wieś                   | 18                               | —                    | 111                                                                      | 51                                                                       | 60                                                                       | 111                                                                      | —                                                                        | —                                                                        | —                                                                        | —                                                                        | —                                                                        | 111                                                                      | —                                                                        | —                                                                        | —                                                                        | —                                                                        |
| 21. | Sworoń                               | wieś                   | 29                               | —                    | 164                                                                      | 79                                                                       | 85                                                                       | 164                                                                      | —                                                                        | —                                                                        | —                                                                        | —                                                                        | —                                                                        | 164                                                                      | —                                                                        | —                                                                        | —                                                                        | —                                                                        |
| 22. | Szwagrów-Matjaszów                   | folwark                | 9                                | —                    | 300                                                                      | 129                                                                      | 171                                                                      | 300                                                                      | —                                                                        | —                                                                        | —                                                                        | —                                                                        | —                                                                        | 300                                                                      | —                                                                        | —                                                                        | —                                                                        | —                                                                        |
| 23. | Trzcianka                            | kolonja                | 26                               | —                    | 158                                                                      | 83                                                                       | 75                                                                       | 154                                                                      | —                                                                        | —                                                                        | 4                                                                        | —                                                                        | —                                                                        | 155                                                                      | —                                                                        | 3                                                                        | —                                                                        | —                                                                        |
| 24. | Trzcianka                            | wieś                   | 40                               | —                    | 248                                                                      | 108                                                                      | 140                                                                      | 236                                                                      | —                                                                        | —                                                                        | 12                                                                       | —                                                                        | —                                                                        | 236                                                                      | —                                                                        | 12                                                                       | —                                                                        | —                                                                        |
| 25. | Tursko                               | kolonja                | 1                                | —                    | 24                                                                       | 14                                                                       | 10                                                                       | 24                                                                       | —                                                                        | —                                                                        | —                                                                        | —                                                                        | —                                                                        | 24                                                                       | —                                                                        | —                                                                        | —                                                                        | —                                                                        |
| 26. | Tursko Małe                          | folwark                | 4                                | —                    | 126                                                                      | 59                                                                       | 67                                                                       | 117                                                                      | —                                                                        | —                                                                        | 9                                                                        | —                                                                        | —                                                                        | 126                                                                      | —                                                                        | —                                                                        | —                                                                        | —                                                                        |
| 27. | Tursko Małe                          | wieś                   | 61                               | —                    | 386                                                                      | 179                                                                      | 207                                                                      | 380                                                                      | —                                                                        | —                                                                        | 6                                                                        | —                                                                        | —                                                                        | 380                                                                      | —                                                                        | 6                                                                        | —                                                                        | —                                                                        |
| 28. | Tursko Nowe                          | kolonja                | 8                                | —                    | 61                                                                       | 24                                                                       | 37                                                                       | 50                                                                       | —                                                                        | —                                                                        | 11                                                                       | —                                                                        | —                                                                        | 50                                                                       | —                                                                        | 11                                                                       | —                                                                        | —                                                                        |
| 29. | Tursko Wielkie                       | wieś                   | 45                               | —                    | 256                                                                      | 130                                                                      | 126                                                                      | 256                                                                      | —                                                                        | —                                                                        | —                                                                        | —                                                                        | —                                                                        | 256                                                                      | —                                                                        | —                                                                        | —                                                                        | —                                                                        |
| 30. | Tursko-Zagumnie                      | kolonja                | 4                                | —                    | 23                                                                       | 10                                                                       | 13                                                                       | 23                                                                       | —                                                                        | —                                                                        | —                                                                        | —                                                                        | —                                                                        | 23                                                                       | —                                                                        | —                                                                        | —                                                                        | —                                                                        |
| 31. | Wymysłów                             | wieś                   | 14                               | —                    | 84                                                                       | 39                                                                       | 45                                                                       | 84                                                                       | —                                                                        | —                                                                        | —                                                                        | —                                                                        | —                                                                        | 84                                                                       | —                                                                        | —                                                                        | —                                                                        | —                                                                        |
| 32. | Zawada                               | kolonja                | 1                                | —                    | 6                                                                        | 4                                                                        | 2                                                                        | 6                                                                        | —                                                                        | —                                                                        | —                                                                        | —                                                                        | —                                                                        | 6                                                                        | —                                                                        | —                                                                        | —                                                                        | —                                                                        |
| 33. | Zawada                               | wieś                   | 18                               | —                    | 117                                                                      | 53                                                                       | 64                                                                       | 117                                                                      | —                                                                        | —                                                                        | —                                                                        | —                                                                        | —                                                                        | 117                                                                      | —                                                                        | —                                                                        | —                                                                        | —                                                                        |
| 1   | 2                                    | 3                      | 4                                | 5                    | 6                                                                        | 7                                                                        | 8                                                                        | 9                                                                        | 10                                                                       | 11                                                                       | 12                                                                       | 13                                                                       | 14                                                                       | 15                                                                       | 16                                                                       | 17                                                                       | 18                                                                       | 19                                                                       |

## Podział administracyjny w czasach Królestwa Polskiego
Poniżej dwie tabele z ówczesnym podziałem administracyjnym (tabela 1.1 odnosi się do starego podziału sądowego z rubryką „Sad Pokoju”, którego organizację określała konstytucja Księstwa Warszawskiego oraz dekret króla Fryderyka Augusta z 26 lipca 1810 roku, zaś tabela 1.2 uwzględnia nowy podział w modelu rosyjskim). Nie wymienione tu miejscowości (tj. wsie, kolonie), folwarki itp. nie zostały ujęte w tym spisie.

| № Lp. | Наименованіе мѣстностей Wymienienie miejscowości | Губернія Gubernja | Yѣздъ Powiat   | Г м и н а G m i n a | П р и х о д ъ P a r a f i a | Мировой судъ[14] Sąd Pokoju[15] | П о ч т а P o c z t a | ЗАМѢЧАНІЯ UWAGI[16] |
| 1     | 2                                                | 3                 | 4              | 5                   | 6                           | 7                               | 8                     | 9                   |
| ----- | ------------------------------------------------ | ----------------- | -------------- | ------------------- | --------------------------- | ------------------------------- | --------------------- | ------------------- |
| 1.    | Antoszówka –                                     | Radom- ska        | Sando- mierski | Tursko              | Połaniec                    | w Sandomie- rzu[17]             | Klimon- tów           | –                   |
| 2.    | Dąbrowa —                                        | Radom- ska        | Sando- mierski | Tursko              | Niekrasów                   | w Staszowie[17]                 | Staszów               | —                   |
| 3.    | Kępa zaduska —                                   | Radom- ska        | Sando- mierski | Tursko              | Niekrasów                   | w Staszowie[17]                 | Staszów               | —                   |
| 4.    | Luszyca —                                        | Radom- ska        | Sando- mierski | Tursko              | Połaniec                    | w Staszowie[17]                 | Staszów               | —                   |
| 5.    | Matjaszów —                                      | Radom- ska        | Sando- mierski | Tursko              | Niekrasów                   | w Staszowie[17]                 | Staszów               | —                   |
| 6.    | Nakol —                                          | Radom- ska        | Sando- mierski | Tursko              | Niekrasów                   | w Staszowie[17]                 | Staszów               | 31 wiorst           |
| 7.    | Niekrasów —                                      | Radom- ska        | Sando- mierski | Tursko              | Niekrasów                   | w Staszowie[17]                 | Staszów               | 38 wiorst           |
| 8.    | Niekusza —                                       | Radom- ska        | Sando- mierski | Tursko              | Niekrasów                   | w Staszowie[17]                 | Staszów               | —                   |

| № Lp. | Наименованіе мѣстностей Wymienienie miejscowości | Губернія Gubernja | Yѣздъ Powiat   | Г м и н а G m i n a | П р и х о д ъ P a r a f i a | Участокъ или округъ и м.п. суда Ucząstek lub okrąg są- dowy i miejsce jego po- siedzenia | П о ч т а P o c z t a | ЗАМѢЧАНІЯ UWAGI Liczby wiorst oznacza- ją odległość od miasta powiatowego |
| 1     | 2                                                | 3                 | 4              | 5                   | 6                           | 7                                                                                        | 8                     | 9                                                                         |
| ----- | ------------------------------------------------ | ----------------- | -------------- | ------------------- | --------------------------- | ---------------------------------------------------------------------------------------- | --------------------- | ------------------------------------------------------------------------- |
| 1.    | Okrągła —                                        | Radom- ska        | Sando- mierski | Tursko              | Połaniec                    | IV. miasto Staszów                                                                       | Staszów               | 38 wiorst                                                                 |
| 2.    | Ossala wieś i folwark                            | Radom- ska        | Sando- mierski | Tursko              | Niekrasów                   | IV. miasto Staszów                                                                       | Staszów               | 34 wiorst                                                                 |
| 3.    | Pióry —                                          | Radom- ska        | Sando- mierski | Tursko              | Połaniec                    | IV. miasto Staszów                                                                       | Staszów               | 39 wiorst                                                                 |
| 4.    | Rudniki wieś i folwark                           | Radom- ska        | Sando- mierski | Tursko              | Połaniec                    | IV. miasto Staszów                                                                       | Staszów               | 41 wiorst                                                                 |
| 5.    | Strużki —                                        | Radom- ska        | Sando- mierski | Tursko              | Niekrasów                   | IV. miasto Staszów                                                                       | Staszów               | 35 wiorst                                                                 |
| 6.    | Swor ń[19] –                                     | Radom- ska        | Sando- mierski | Tursko              | Osiek                       | IV. miasto Staszów                                                                       | Staszów               | 31 wiorst                                                                 |
| 7.    | Szwagrów —                                       | Radom- ska        | Sando- mierski | Tursko              | Niekrasów                   | IV. miasto Staszów                                                                       | Staszów               | 35 wiorst                                                                 |
| 8.    | Trzcianka wieś i folwark                         | Radom- ska        | Sando- mierski | Tursko              | Niekrasów                   | IV. miasto Staszów                                                                       | Staszów               | 32 wiorst                                                                 |
| 9.    | Tursko Wielkie i folwark                         | Radom- ska        | Sando- mierski | Tursko              | Niekrasów                   | IV. miasto Staszów                                                                       | Staszów               | 35 wiorst                                                                 |
| 10.   | Tursko Małe wieś i folwark                       | Radom- ska        | Sando- mierski | Tursko              | Połaniec                    | IV. miasto Staszów                                                                       | Staszów               | 40 wiorst                                                                 |
| 11.   | Zawada (magazyn soli)                            | Radom- ska        | Sando- mierski | Tursko              | Połaniec                    | IV. miasto Staszów                                                                       | Staszów               | 41 wiorst                                                                 |

TURSKO, powiat Sandomierski, gubernia Radomska, sąd gminny okręg IV i stacya pocztowa miasto Staszów; odległość od miasta powiatowego 35 wiorst i od sądu gminnego 8½ wiorsty. Całą gminę oblewa Wisła, nizina obwarowana; przemysł Gorzelnia parowa (Tursko małe), młyn wodny z olejarnią na rzece Czarnej (Rudniki), oprócz tego 3 młyny wodne w innych punktach (Ossala 2, Trzcianka 1). Magazyn soli „Zawada”, 2 szkoły początkowe (Ossala i Tursko Wielkie), Urząd gminy w Strużkach, ludność 4 150.

I. Zinberg, Skorowidz Królestwa Polskiego czyli Spis alfabetyczny miast, wsi, folwarków, kolonii i wszystkich nomenklatur w guberniach Królestwa Polskiego..., t. II.

## Transport i komunikacja
W okresie restauracji państwa polskiego (w tzw. okresie porozbiorowym) sieć transportu kolejowego daleka była od zunifikowania centralnego (w kierunku m.st. Warszawy) bardziej rozwinięte były nitki do byłych stolic zborowych (tj. Wiednia, Petersburga czy Berlina). Na terenie gminy Tursko Wielkie jest to wyrażone w odległości do najbliższej stacji kolejowej Jaślany (były zabór austriacki) – przy braku takowego połączenia po stronie rosyjskiej. O wiele lepiej prezentuje się nić transportu drogowego w komunikacji autobusowej, tu rozwinęło się kilka połączeń lokalnych głównie w kierunku: Baranowa, Koprzywnicy/Pokrzywnicy, Mielca, Staszowa i Tarnobrzega. Ponadto w jednym miejscu (tj. w Strużkach) umiejscowiono pocztę i telegraf (telefon) – co uwydatnia poniższa tabela. Nadto poszczególne miejscowości przypisano stosownie do ówcześnie im odpowiadającej administracji kościelnej: ewangelickiej i rzymskokatolickiej z pominięciem współegzystujących na terenie gminy wyznawców mojżeszowych.

| Lp. | Miejscowość i jej charakter          | Terytorialnie właściwe władze i urzędy oraz urządzenia komunikacyjne | Terytorialnie właściwe władze i urzędy oraz urządzenia komunikacyjne | Terytorialnie właściwe władze i urzędy oraz urządzenia komunikacyjne | Terytorialnie właściwe władze i urzędy oraz urządzenia komunikacyjne | Terytorialnie właściwe władze i urzędy oraz urządzenia komunikacyjne | Terytorialnie właściwe władze i urzędy oraz urządzenia komunikacyjne | Terytorialnie właściwe władze i urzędy oraz urządzenia komunikacyjne | Terytorialnie właściwe władze i urzędy oraz urządzenia komunikacyjne | Terytorialnie właściwe władze i urzędy oraz urządzenia komunikacyjne                        |
| Lp. | Miejscowość i jej charakter          | Gmina                                                                | Powiat polityczny                                                    | Woje- wódz- two                                                      | Poczta i telegraf (telefon)                                          | Stacja kolej. z odległością km.                                      | Najbliższa linia komunik. autobus. z odległością km.                 | S ą d                                                                | S ą d                                                                | Urzędy parafjalne (rz-kat., gr-kat., wsch.- słow., orm.-kat., pra- wosł., ewang., ew.-ref.) |
| Lp. | Miejscowość i jej charakter          | Gmina                                                                | Powiat polityczny                                                    | Woje- wódz- two                                                      | Poczta i telegraf (telefon)                                          | Stacja kolej. z odległością km.                                      | Najbliższa linia komunik. autobus. z odległością km.                 | Grocki                                                               | Okręgowy                                                             | Urzędy parafjalne (rz-kat., gr-kat., wsch.- słow., orm.-kat., pra- wosł., ewang., ew.-ref.) |
| 1   | 2                                    | 3                                                                    | 4                                                                    | 5                                                                    | 6                                                                    | 7                                                                    | 8                                                                    | 9                                                                    | 10                                                                   | 11                                                                                          |
| --- | ------------------------------------ | -------------------------------------------------------------------- | -------------------------------------------------------------------- | -------------------------------------------------------------------- | -------------------------------------------------------------------- | -------------------------------------------------------------------- | -------------------------------------------------------------------- | -------------------------------------------------------------------- | -------------------------------------------------------------------- | ------------------------------------------------------------------------------------------- |
| 1.  | Antoszówka, kolonja                  | Tursko Wielkie                                                       | Sandomierz                                                           | Kielec- kie                                                          | Strużki                                                              | Jaślany 8                                                            | Tarnobrzeg-Mielec 8                                                  | Staszów                                                              | Radom                                                                | Połaniec parafja rzymskokatolicka                                                           |
| 2.  | Barglów, osada młyńska               | Tursko Wielkie                                                       | Sandomierz                                                           | Kielec- kie                                                          | Strużki                                                              | Jaślany 5-6                                                          | Mielec-Baranów-Tarno- brzeg                                          | Staszów                                                              | Radom                                                                | Niekrasów parafja rzymskokatolicka                                                          |
| 3.  | Cegielniana, leśniczówka             | Tursko Wielkie                                                       | Sandomierz                                                           | Kielec- kie                                                          | Strużki                                                              | Jaślany                                                              | Staszów-Koprzywnica                                                  | Staszów                                                              | Radom                                                                | Niekrasów parafja rzymskokatolicka                                                          |
| 4.  | Dąbrowa, kolonja                     | Tursko Wielkie                                                       | Sandomierz                                                           | Kielec- kie                                                          | Strużki                                                              | Jaślany 15                                                           | Staszów-Koprzywnica 8                                                | Staszów                                                              | Radom                                                                | Niekrasów parafja rzymskokatolicka                                                          |
| 5.  | Goleń, osada młyńska                 | Tursko Wielkie                                                       | Sandomierz                                                           | Kielec- kie                                                          | Strużki                                                              | Jaślany                                                              | Staszów-Koprzywnica                                                  | Staszów                                                              | Radom                                                                | Niekrasów parafja rzymskokatolicka                                                          |
| 6.  | Karczmówka, kolonja                  | Tursko Wielkie                                                       | Sandomierz                                                           | Kielec- kie                                                          | Strużki                                                              | Jaślany                                                              | Staszów-Koprzywnica                                                  | Staszów                                                              | Radom                                                                | Niekrasów parafja rzymskokatolicka                                                          |
| 7.  | Koziarówka, kolonja                  | Tursko Wielkie                                                       | Sandomierz                                                           | Kielec- kie                                                          | Strużki                                                              | Jaślany                                                              | Staszów-Koprzywnica                                                  | Staszów                                                              | Radom                                                                | Niekrasów parafja rzymskokatolicka                                                          |
| 8.  | Luszyca, wieś                        | Tursko Wielkie                                                       | Sandomierz                                                           | Kielec- kie                                                          | Strużki                                                              | Jaślany 14                                                           | Staszów-Koprzywnica 11                                               | Staszów                                                              | Radom                                                                | Czermin parafja ewangielicka Połaniec parafja rzymsko-kat.                                  |
| 9.  | Matjaszów, wieś                      | Tursko Wielkie                                                       | Sandomierz                                                           | Kielec- kie                                                          | Strużki                                                              | Jaślany 11                                                           | Staszów-Koprzywnica 7                                                | Staszów                                                              | Radom                                                                | Niekrasów parafja rzymskokatolicka                                                          |
| 10. | Nakol, wieś                          | Tursko Wielkie                                                       | Sandomierz                                                           | Kielec- kie                                                          | Strużki                                                              | Jaślany 12                                                           | Staszów-Pokrzywnica 5                                                | Staszów                                                              | Radom                                                                | Niekrasów parafja rzymskokatolicka                                                          |
| 11. | Niekrasów Podu- chowny, wieś         | Tursko Wielkie                                                       | Sandomierz                                                           | Kielec- kie                                                          | Strużki                                                              | Jaślany 13,5                                                         | Staszów-Pokrzywnica 6                                                | Staszów                                                              | Radom                                                                | Niekrasów parafja rzymskokatolicka                                                          |
| 12. | Niekrasów-Ukaz, wieś                 | Tursko Wielkie                                                       | Sandomierz                                                           | Kielec- kie                                                          | Strużki                                                              | Jaślany 13                                                           | Staszów-Pokrzywnica 6                                                | Staszów                                                              | Radom                                                                | Niekrasów parafja rzymskokatolicka                                                          |
| 13. | Niekurza, wieś                       | Tursko Wielkie                                                       | Sandomierz                                                           | Kielec- kie                                                          | Strużki                                                              | Jaślany 8                                                            | Staszów-Koprzywnica 10                                               | Staszów                                                              | Radom                                                                | Niekrasów parafja rzymskokatolicka                                                          |
| 14. | Okrągła, wieś                        | Tursko Wielkie                                                       | Sandomierz                                                           | Kielec- kie                                                          | Strużki                                                              | Jaślany 16                                                           | Staszów-Koprzywnica 11                                               | Staszów                                                              | Radom                                                                | Połaniec parafja rzymskokatolicka                                                           |
| 15. | Ossala, wieś                         | Tursko Wielkie                                                       | Sandomierz                                                           | Kielec- kie                                                          | Strużki                                                              | Jaślany 14                                                           | Staszów-Koprzywnica 8                                                | Staszów                                                              | Radom                                                                | Niekrasów parafja rzymskokatolicka                                                          |
| 16. | Ossala-Dworska, kolonja              | Tursko Wielkie                                                       | Sandomierz                                                           | Kielec- kie                                                          | Strużki                                                              | Jaślany 14,5                                                         | Staszów-Koprzywnica 8                                                | Staszów                                                              | Radom                                                                | Niekrasów parafja rzymskokatolicka                                                          |
| 17. | Ossala-Lesisko, kolonja              | Tursko Wielkie                                                       | Sandomierz                                                           | Kielec- kie                                                          | Strużki                                                              | Jaślany 14,5                                                         | Staszów-Koprzywnica 8                                                | Staszów                                                              | Radom                                                                | Niekrasów parafja rzymskokatolicka                                                          |
| 18. | Pióry, wieś                          | Tursko Wielkie                                                       | Sandomierz                                                           | Kielec- kie                                                          | Strużki                                                              | Jaślany 13                                                           | Staszów-Pokrzywnica 14                                               | Staszów                                                              | Radom                                                                | Połaniec parafja rzymskokatolicka                                                           |
| 19. | Rudniki, wieś                        | Tursko Wielkie                                                       | Sandomierz                                                           | Kielec- kie                                                          | Strużki                                                              | Jaślany 20                                                           | Staszów-Koprzywnica 12                                               | Staszów                                                              | Radom                                                                | Połaniec parafja rzymskokatolicka                                                           |
| 20. | Strużki, wieś i cegielnia            | Tursko Wielkie                                                       | Sandomierz                                                           | Kielec- kie                                                          | loco                                                                 | Jaślany 12                                                           | Staszów-Koprzywnica 8                                                | Staszów                                                              | Radom                                                                | Niekrasów parafja rzymskokatolicka                                                          |
| 21. | Sworoń, wieś                         | Tursko Wielkie                                                       | Sandomierz                                                           | Kielec- kie                                                          | Strużki                                                              | Jaślany 13                                                           | Staszów-Koprzywnica 5                                                | Staszów                                                              | Radom                                                                | Niekrasów parafja rzymskokatolicka                                                          |
| 22. | Szwagrów, folwark                    | Tursko Wielkie                                                       | Sandomierz                                                           | Kielec- kie                                                          | Strużki                                                              | Jaślany 10                                                           | Staszów-Koprzywnica 8                                                | Staszów                                                              | Radom                                                                | Niekrasów parafja rzymskokatolicka                                                          |
| 23. | Trzcianka, kolonja                   | Tursko Wielkie                                                       | Sandomierz                                                           | Kielec- kie                                                          | Strużki                                                              | Jaślany 14,5                                                         | Staszów-Koprzywnica 4                                                | Staszów                                                              | Radom                                                                | Niekrasów parafja rzymskokatolicka                                                          |
| 24. | Trzcianka Dolna, wieś                | Tursko Wielkie                                                       | Sandomierz                                                           | Kielec- kie                                                          | Strużki                                                              | Jaślany 14                                                           | Staszów-Koprzywnica 4                                                | Staszów                                                              | Radom                                                                | Niekrasów parafja rzymskokatolicka                                                          |
| 25. | Trzcianka Górna, wieś                | Tursko Wielkie                                                       | Sandomierz                                                           | Kielec- kie                                                          | Strużki                                                              | Jaślany 13                                                           | Staszów-Koprzywnica 4                                                | Staszów                                                              | Radom                                                                | Niekrasów parafja rzymskokatolicka                                                          |
| 26. | Tursko Małe, kolo- nja i leśniczówka | Tursko Wielkie                                                       | Sandomierz                                                           | Kielec- kie                                                          | Strużki                                                              | Jaślany 11,5                                                         | Staszów-Koprzywnica 8                                                | Staszów                                                              | Radom                                                                | Połaniec parafja rzymskokatolicka                                                           |
| 27. | Tursko Małe, wieś i osada szkatułowa | Tursko Wielkie                                                       | Sandomierz                                                           | Kielec- kie                                                          | Strużki                                                              | Jaślany 11                                                           | Staszów-Koprzywnica 8                                                | Staszów                                                              | Radom                                                                | Połaniec parafja rzymskokatolicka                                                           |
| 28. | Tursko Nowe, kolonja                 | Tursko Wielkie                                                       | Sandomierz                                                           | Kielec- kie                                                          | Strużki                                                              | Jaślany 11                                                           | Staszów-Koprzywnica 8                                                | Staszów                                                              | Radom                                                                | Niekrasów parafja rzymskokatolicka                                                          |
| 29. | Tursko Wielkie, wieś                 | Tursko Wielkie                                                       | Sandomierz                                                           | Kielec- kie                                                          | Strużki                                                              | Jaślany 16                                                           | Staszów-Koprzywnica 8                                                | Staszów                                                              | Radom                                                                | Niekrasów parafja rzymskokatolicka                                                          |
| 30. | Tursko-Zagumnie, wieś                | Tursko Wielkie                                                       | Sandomierz                                                           | Kielec- kie                                                          | Strużki                                                              | Jaślany 11,5                                                         | Staszów-Koprzywnica 8                                                | Staszów                                                              | Radom                                                                | Niekrasów parafja rzymskokatolicka                                                          |
| 31. | Tursko-Zagumnie A, kolonja           | Tursko Wielkie                                                       | Sandomierz                                                           | Kielec- kie                                                          | Strużki                                                              | Jaślany 12                                                           | Staszów-Koprzywnica 8                                                | Staszów                                                              | Radom                                                                | Niekrasów parafja rzymskokatolicka                                                          |
| 32. | Wymysłów, wieś                       | Tursko Wielkie                                                       | Sandomierz                                                           | Kielec- kie                                                          | Strużki                                                              | Jaślany 18                                                           | Staszów-Koprzywnica 12                                               | Staszów                                                              | Radom                                                                | Połaniec parafja rzymskokatolicka                                                           |
| 33. | Zawada, wieś i kolonja               | Tursko Wielkie                                                       | Sandomierz                                                           | Kielec- kie                                                          | Strużki                                                              | Jaślany 12                                                           | Staszów-Koprzywnica 12                                               | Staszów                                                              | Radom                                                                | Połaniec parafja rzymskokatolicka                                                           |
| 1   | 2                                    | 3                                                                    | 4                                                                    | 5                                                                    | 6                                                                    | 7                                                                    | 8                                                                    | 9                                                                    | 10                                                                   | 11                                                                                          |

## Geografia
W XIX wieku Ludwik Wolski spisał ówczesne sobie jeziora Królestwa Polskiego, w tym gminy Tursko (w owym czasie nie było konieczności dodawania przymiotnika Wielkie, gdyż była to nazwa unikatowa; dopiero po I wojnie światowej, gdy wcielono w obręb reaktywowanego państwa polskiego byłe Księstwo Poznańskie a razem z nim gminę Tursko, czy choćby wioskę w Galicji – w celu odróżnienia Tursk dodano taki przymiotnik); obecnie części z nich już nie ma, ale zachował się ich oryginalny opis.

Jeziora w Królestwie Polskiém. (...) Jeziora Gubernii Radomskiéj. (...) Powiat Sandomierski.
 Wszystkie jeziora powiatu tego leżą nad samą rzeką Wisłą lub w niewielkiéj od niéj odległości.
 W dobrach Ossala są dwa małe jeziorka bez nazwisk; obszerność ich morgów 2, głębokość około stóp 16. Są one położone w odległości kilkadziesiąt kroków jedno od drugiego, na płaszczyźnie rozległéj, w gruntach twardych, urodzajnych. Kommunikacyi żadnéj z innemi wodami nie mają, i jedynie z deszczów lub roztopu śniegów woda w nich przybywa. Po większéj części zarosłe są trzciną. Woda w nich jest czysta, przezroczysta, smaku zwyczajnego. W ryby nie obfitują, oprócz małéj ilości okuni i płoci, przez co żadnego dochodu z rybołówstwa nie dają.
 Znajdujące się we wsi Matyaszów, gminie Tursko, jezioro nazwane Matyaszowskie, położone jest na płaszczyźnie, w miejscu otwartém. Grunta jego nadbrzeżne są twarde. Obszerne 5 do 6 morgów, głębokość nierówna, największa wynosić może stóp 16. Żadna rzeka ani strumień z niego nie wypływa, ani téż wpływa; za roztopieniem śniegów, lub spadnięciem ulewnych deszczów, znacznie przybiera. Podziemnéj kommunikacyi nie ma. Woda nieco zielonawego koloru, słodka, żadnego odoru niemająca, od brzegów zarosła trzciną. Obfituje w ryby: szczupaki, karasie, karpie i inne. Gdy jeszcze od strony Wisły lądy nie były zabezpieczone wałami, rzeka ta, w czasie wylewów swych, wiele drzew do jeziora tego naniosła, przez co połów ryb utrudniony. Lecz wydobycie drzew tych jest niepodobne, gdyż woda z jeziora spuścić się nie da, a ztąd i znacznego dochodu z rybołówstwa spodziewać się tu nie można. Obecnie takowy liczyć można rocznie najwięcéj rubli srébrem 3.
 We wsi Szwagrów, gminie Tursko, jezioro nazwane Traczewski dół, położone na płaszczyźnie rozległéj, ma obszerności ⅔ części morga; głębokość stóp 20, grunta jego nadbrzeżne twarde, urodzajne. Żadna rzeka ani strumień do niego nie wpływa i nie wypływa. Za roztopieniem śniegów i spadnięciem ulewnych deszczów, szczególniéj w porze wiosennéj, wody jeziora tego z lądów wychodzą; lecz to okolicznym gruntom nie jest szkodliwém. Podziemnéj kommunikacyi i źródeł mineralnych nie ma. Woda w niém czysta, słodka, bez żadnego odoru, zarasta po brzegach wisem. Chociaż w niewielkiéj ilości, zawsze jednak obfituje w ryby: szczupaki, karpie, karasie i okunie. Właściciel żadnego dochodu pieniężnego z rybołówstwa nie ma. Spławy nie istnieją.
 We wsi Tursko Wielkie do téjże gminy należącéj, jezioro zwane Skrzynka, położone na płaszczyźnie rozległéj, ma brzegi twarde; obszerne jest mórg 1, głębokie stóp 15. Zwykle spływa do niego woda z pól po roztopieniu śniegów i spadnięciu deszczów. Żadna rzeka ani strumień przez jezioro to nie przechodzi. Woda w niém czysta, słodka, żadnego odoru ani części mineralnych nie ma. Szczupaki, okunie i inne ryby, tylko zaledwie na użytek właściciela wystarczają. Spławów nie ma.
 W téjże saméj wsi Tursko Wielkie jezioro Pisulk zwane, na płaszczyźnie rozległéj położone, ma grunta nadbrzeżne twarde, urodzajne. Obszerność jego wynosi 2 morgi, głębokość 15 stóp. Po większéj części zarosłe trzciną. W porze wiosennéj po spadnięciu deszczów nawalnych i stopnieniu śniegów przybiera. Podziemnéj kommunikacyi nie ma. Woda w niém czysta, słodka, żadnego odoru ani części mineralnych nie ma. Znajdują się w niém ryby: szczupaki, okunie, płoć, lecz rzadko łowią się i to jedynie na własną potrzebę. Nie jest spławne.
 (...) Z wyliczenia takowego wypada, że w gubernii radomskiéj jest w ogóle jezior 59, rozległość ich włók 15, morgów 27; w tym: w powiecie sandomierskim jezior 31, rozległość ich włók 11, morgów 7. Wszystko to są jeziora mniejszéj wielkości; największe z nich Kozłowy dół ma obszerności morgów 70, po nim idzie Krzcińskie – morgów 50, daléj Słoniawa i Przewłockie po morgów 30; inne coraz mniejsze.

Ludwik Wolski, Biblioteka Warszawska. Pismo poświęcone naukom, sztukom i przemysłowi, t. I.

## Literatura
- „Biblioteka Warszawska. Pismo poświęcone naukom, sztukom i przemysłowi. 1851”. Tom piérwszy. Ogólnego zbioru tom XLI, 1851. Warszawa: W Drukarni Stanisława Strąbskiego, przy ulicy Daniłowiczowskiéj Nr. 617, w dawnej Bibliotece Załuskich.brak numeru strony
- Tadeusz Bystrzycki (red.): Skorowidz miejscowości Rzeczypospolitej Polskiej z oznaczeniem terytorjalnie im właściwych władz i urzędów oraz urządzeń komunikacyjnych. W podziale administracyjnym obowiązującym w chwili oddawania tomu do druku. Wytłoczono w drukarni Józefa Styfiego w Przemyślu, Rynek 18. Przemyśl, Warszawa: KN Wydawnictwo Książnicy Naukowej, 1933. Brak numerów stron w książce
- Kolber Oskar: Dzieła wszystkie. Sandomierskie. Materyjały do etnografii słowiańskiéj. T. 2: Lud. Jego zwyczaje, sposób życia, mowa, podania, przysłowia, obrzędy, gusła, zabawy, pieśni, muzyka i tańce. Serya 1. Sandomierskie. Warszawa: W drukarni Jana Jaworskiego, Krakowskie-Przedmieście Nr. 415, 1865. Brak numerów stron w książce
- Skorowidz miejscowości Rzeczypospolitej Polskiej: opracowany na podstawie wyników pierwszego powszechnego spisu ludności z dn. 30 września 1921 r. i innych źródeł urzędowych. W podziale administracyjnym obowiązującym w chwili oddawania tomu do druku. Nakładem Głównego Urzędu Statystycznego. Skład główny i ekspedycja w Głównym Urzędzie Statystycznym, Al. Jerozolimskie 32. T. III: Województwo kieleckie. Warszawa: GŁ•U•ST Główny Urząd Statystyczny Rzeczypospolitej Polskiej, 1925. Brak numerów stron w książce
- Зинберг И. (Zinberg I.): Алфавитный Указатель Царства Польскаго. Алфавитный Указатель Городовъ, селеній, фольварковъ, колоній и прочихъ мѣстностей въ Царствѣ Польскомъ, съ обозначеніемъ губерніи, уѣзда, гмины, прихода, мироваго или гминнаго суда и ближайшей почтовой станціи, съ присовокупленіемъ отдѣльной описы гминамъ (Skorowidz Królestwa Polskiego czyli Spis alfabetyczny miast, wsi, folwarków, kolonii i wszystkich nomenklatur w guberniach Królestwa Polskiego, z wykazaniem: gubernii, powiatu, gminy, parafii, sądu pokoju lub gminnego, oraz najbliższej stacyi pocztowej, wraz z oddzielnym spisem gmin podług najświeższej ich liczby i nazwy ułożony, wykazujący: odległość każdej danej gminy od miasta powiatowego i sądu swojego gminnego; czy i jakie znajdują się w gminie zakłady fabryczne lub przemysłowe, szkoły itp. oraz ludność każdej gminy, obejmujący także podział sądownictwa krajowego świeżo urządzonego i opatrzony Mappą Królestwa Polskiego). W podziale administracyjnym obowiązującym w chwili oddawania tomu do druku. T. I. Warszawa: W drukarni I. J. Ałapina, ulica Dzielna Nr. 4, 1877. Brak numerów stron w książce
- Зинберг И. (Zinberg I.): Алфавитный Указатель Царства Польскаго. Алфавитный Указатель Городовъ, селеній, фольварковъ, колоній и прочихъ мѣстностей въ Царствѣ Польскомъ, съ обозначеніемъ губерніи, уѣзда, гмины, прихода, мироваго или гминнаго суда и ближайшей почтовой станціи, съ присовокупленіемъ отдѣльной описы гминамъ (Skorowidz Królestwa Polskiego czyli Spis alfabetyczny miast, wsi, folwarków, kolonii i wszystkich nomenklatur w guberniach Królestwa Polskiego, z wykazaniem: gubernii, powiatu, gminy, parafii, sądu pokoju lub gminnego, oraz najbliższej stacyi pocztowej, wraz z oddzielnym spisem gmin podług najświeższej ich liczby i nazwy ułożony, wykazujący: odległość każdej danej gminy od miasta powiatowego i sądu swojego gminnego; czy i jakie znajdują się w gminie zakłady fabryczne lub przemysłowe, szkoły itp. oraz ludność każdej gminy, obejmujący także podział sądownictwa krajowego świeżo urządzonego i opatrzony Mappą Królestwa Polskiego). W podziale administracyjnym obowiązującym w chwili oddawania tomu do druku. T. II. Warszawa: W drukarni I. J. Ałapina, ulica Dzielna Nr. 4, 1877. Brak numerów stron w książce